# 加納洋志
加納 洋志（かのう ひろし、1971年1月18日 - ）は、日本のギタリスト、歌手、ギター講師。WINDSのメンバー。

## 来歴
1993年　ウインズ加入